# Popillia spinosa
Popillia spinosa är en skalbaggsart som beskrevs av Eugène Benderitter 1927. 
Popillia spinosa ingår i släktet Popillia och familjen Rutelidae. Inga underarter finns listade i Catalogue of Life.